# Alocasia lauterbachiana
Alocasia lauterbachiana är en kallaväxtart som först beskrevs av Adolf Engler, och fick sitt nu gällande namn av Alistair Hay. Alocasia lauterbachiana ingår i släktet Alocasia och familjen kallaväxter. Inga underarter finns listade.